# Crizină
Crizina sau crisina este o flavonă naturală (mai exact, 5,7-dihidroxiflavona) care se regăsește în miere, propolis, florile de Passiflora și în Oroxylum indicum.